# Messe B-Dur (Rheinberger)
Die Messe in B-Dur (op. 172) ist eine Messvertonung von Josef Rheinberger und wurde 1892 komponiert. Die Erstausgabe erschien gleichenjahrs beim F. E. C. Leuckart Verlag in Leipzig, die neuste Fassung ist 1987 beim Carus-Verlag herausgegeben worden. Sie wurde am 2. Februar 1894 im Breslauer Dom uraufgeführt. Die Messe ist für Männerchor und Orgel geschrieben; eine selten gespielte Fassung für Männerchor, Blasorchester (2 Flöten, 2 Oboen, 2 Klarinetten, 2 Fagotte, 2 Hörner, 2 Trompeten), Pauken und Kontrabass existiert ebenfalls.

## Aufbau
Eine Aufführung dauert etwa 25 Minuten. Die Satzfolge lautet:
- Kyrie (B-Dur)
- Gloria (B-Dur)
- Ave Maria (F-Dur)
- Credo (g-Moll)
- Sanctus (B-Dur)
- Benedictus (d-Moll)
- Agnus Dei (B-Dur)

Der Werkaufbau folgt größtenteils dem Ordinarium. Rheinberger vertonte zusätzlich ein Ave Maria in a cappella und setzte es zwischen Gloria und Credo, womit es bei einer liturgischen Aufführung als Graduale dienen würde. Im Gloria und Credo hatte Rheinberger mit dem Weglassen der ersten Verszeilen, welche bei Gottesdiensten durch den Priester intoniert werden, die liturgische Grundbestimmung dieser Messe unterstrichen. Im Mittelteil des Credos (Et incarnatus est) sowie im Benedictus kommt ein Tenorsolist hinzu. Der Schluss des Agnus Dei ist gekennzeichnet durch die Reprise des Hauptthemas und der Coda aus dem Kyrie.